# Гарагузо
Гарагузо, Ґараґузо (італ. Garaguso) — муніципалітет в Італії, у регіоні Базиліката, провінція Матера.
Гарагузо розташоване на відстані близько 350 км на південний схід від Рима, 38 км на схід від Потенци, 34 км на південний захід від Матери.
Населення — 1086 осіб (2014).
Щорічний фестиваль відбувається 14 серпня. Покровитель — San Gaudenzio.

## Демографія
Населення за роками:

Станом на 1 січня 2023 року в муніципалітеті офіційно проживало 14 іноземців з 7 країн, серед них 4 громадяни країн Євросоюзу.

## Сусідні муніципалітети
- Кальчіано
- Грассано
- Олівето-Лукано
- Саландра
- Сан-Мауро-Форте